# 美泉咲
美泉 咲（みずみ さき、1986年12月27日 - ）は、日本のAV女優。
ファーストプロモーション所属、9月1日より営業協力会社としてLINXへも所属

## 略歴
兵庫県出身。2012年4月12日、プレステージより『萌えあがる募集若妻 淫らに狂いだす身売り若妻 157 さきさん』でAVデビューした。
2014年7月、セガのゲーム「龍が如く」のキャラクター出演をかけたセクシー女優人気投票にエントリー。同年8月24日、結果発表。「龍が如く0 誓いの場所」への出演権を逃した。順位・得票数未発表。
2014年夏にアイドルユニット「KÜHN」を結成（メンバーは蓮実クレア、湊莉久、初美沙希、美泉咲）。2015年3月21日に初ライブ。1年弱活動した。
2015年11月、アダルト放送局「ぬきMIX」から誕生したアイドルユニットギンギン♂ガールズを結成。結成メンバーは美泉咲（ギンギン♂シルバー）と真木今日子（ギンギン♂ゴールド）。2016年8月にCDデビュー。

## 人物
- 豊潤な肉感ボディ88cmのFカップ。自分を淫らに見せるために努力を惜しまない。
- 千葉ロッテマリーンズの熱烈なファンであり、ファンプレゼンターとしてHAPPY MONDAY BASEBALL 今週のプロ野球とことん予想にも出演している。なお、学生時代は関西だったため、吹奏楽部で『六甲おろし』を奏でていた[8]。
- ８歳年下に弟がいる。父親は若くして死去している。
- デビュー前はカレーやハンバーグで有名な大手外食チェーンで正社員をしており、社内放送にも出演。退職してからAVデビューしたものの[9]、数か月後に専務が気付き、上司から連絡が来たという[9]。
- 前述の社員時代は、牛丼屋正社員と交際しており、元カノがAVデビューしたと界隈では広まった[10]。のちにギンギンガールズメンバーとなる橘メアリーは交際相手と同期だった社員と交際しており、2年後にAVデビュー。このつながりから橘のことは出会う前から知っていたという[10]。はじめての声掛けは「ねぇねぇ、元カレの〇〇がいた店で働いてたでしょ!」[10]。すぐに仲良くなるとともに、偶然にも2人ともフルートが吹ける[10]。

## 作品

### アダルトビデオ
- 萌えあがる募集若妻 淫らに狂いだす身売り若妻 157 さきさん（4月12日、プレステージ）[1]
- オトコ運の悪いOLさんの、いやらしい営み さき 通り過ぎた何人もの男に弄ばれ、熟れきってしまった肢体。（4月25日、オーロラプロジェクト・アネックス）[1]
- 家庭教師 誘惑Gカップ 美泉咲（6月7日、BeFree）[1]
- 妻遊記 08（6月12日、プレステージ）[1]
- 同僚A子 美泉咲（6月13日、溜池ゴロー）[1]
- さぼる 拉致・監禁・拘束・中出し、そして… 美泉咲（7月7日、桃太郎映像出版）[1]
- ウブな素人OLをがっつりイカせてあげました。（7月12日、プレステージ）[1]
- 催眠中出し巨乳近親相姦 ～清楚な愛娘が我を忘れて父親の肉棒をくわえ込む…覚醒し狂い出した欲情、ズブ濡れオマ○コ、膣内射精～（8月23日、DEEP’S）[1]
- 理想のパンスト上司 美泉咲（8月24日、なでしこ）[1]
- 旦那の実家で犯されて ～十年引きこもった義弟～ 美泉咲（9月6日、タカラ映像）
- チン見手コキ ～フル勃起のチ●ポを激見されながらイカせて～（9月21日、SEX Agent）[1]
- 露出人妻倶楽部 (10月5日、映天)
- 美人妻肉体借用契約 ～私の妻を貸し出します。（11月7日、マドンナ）
- あぁ、義姉さんを100％孕ませたい…、僕より若い義姉さん、さき（11月9日、NON）
- 裸のペット 従順巨乳妻を飼う男の物語（11月19日、ローグ・プラネット）
- 若妻ママ友レズビアン 美泉咲 春希ゆきの（11月19日、アンナと花子）
- 巨乳な義姉が変態過ぎて、僕のチ○ポはフル勃起。（12月1日、 プラネットプラス）
- SEXのハードルが異常に低い世界  4（12月6日、DEEP’S）
- 大人のビニ本 starring by REIKO / SAKI（12月7日、NON）

- 催眠恥辱 美泉咲 無・慈・悲・弄（ムジヒニモテアソブ）（1月1日、催眠研究所別館）
- 大衆ソープに堕ちた妻（1月3日、タカラ映像）
- 真・極限催眠 深催眠に魅せられた極上W美巨乳ガチレズ強制イラマ二股彼氏略奪修羅場号泣3Pセックス!! 美泉咲 & 山本美和子（1月13日、セレブの友）
- カラダが卑猥なオンナと性交（1月18日、ドリームチケット）
- 今までセックスには興味を示さなかったガリ勉の姉に遊び半分でウワサのアノ薬を盛ったら、驚くほど効いちゃって姉はマンホジで漏らしながら俺の勃起したチ●ポに喰らいついて離さなかった件（1月18日、NON）
- 究極の妄想発明シリーズ ボディジャック 清楚で真面目な女の子が淫語を連発するエロ女に豹変SP（1月24日、ROCKET (アダルトビデオ)
- 我慢しきれずにエステティシャンにキスしちゃった、ほっとかれ美人妻 美泉咲（2月7日、東京ティンティン＋）
- 催眠素顔 4（2月10日、催眠研究所）
- 乳房 (やる!)（2月13日、FAプロ）
- 愛あるごっくん やさしい瞳のお姉さんは癒し笑顔でジュッボジュボ咥えるのがお好き♡（2月22日、ワープエンタテインメント）
- 母親の目を盗んで息子のズボンを脱がす訪問販売員の美熟女 3（3月10日、ホットエンターテイメント）
- じ～っと見つめたまま全身を指でなぞるフェザータッチで男の射精欲求を奮わせ悶絶しながらも勃起しちゃったチ●ポをいつの間にかマ●コに挿入されてイジワルなほどネットリとシゴかれちゃう『最後はいっつもゴックン♡』な凄腕セラピストの淫口と性交 （3月14日、ワープエンタテインメント）
- 女子アナHなハプニング映像8連発 超過激お宝ハプニング編（3月23日、ROCKET）
- 温泉宿で友人・彼氏・同僚のすぐ側で感じさせられ強制本イキさせられる敏感娘（4月2日、THRILL SEEKER）
- 秘密の穴場!! ヌキありエステ店!! メンズマッサージ店の特別サービスは手こき&フェラ（6月13日、ハヤブサ）
- Girls Talk 028 女学生が保母さんを愛するとき… 美泉咲 三浦まい（6月15日、プラム）
- OLの性生活はM男いじめでアナル責め。 File.006 美泉咲（7月25日、 M男パラダイス）
- 性感メンズエステ 巨乳痴女エステティシャン （8月15日、ジャネス）
- M男飼育W調教 15 美泉咲 真矢じゅん（8月15日、フューチャー）
- 性愛【9】 勉強したり…フルートの練習したり…衝動的に万引きしてみたり…吹奏楽コンクールの選抜メンバーになる為に昼夜頑張っている女の子が、地元イチ性欲の強い顧問教師との粘着性交で得られるものとは―。（9月1日、 FAプロ）
- 視辱露出で変態マゾに堕ちた女の野外挿し調教記録 美泉咲 28歳（9月6日、映天）
- 淫縛肉奴隷 美泉咲（9月13日、赤ほたるいか）
- ワーキングノーパンパンスト痴女 2（9月15日、ジャネス）
- 視辱露出で変態マゾに堕ちた女の野外挿し調教記録 美泉咲 28歳（9月6日、映天）
- 時間よ止まれ! パート20（10月24日、V&Rプロダクツ）
- 淫語女子アナに顔射!（11月9日、ROCKET）
- リアル面接隠し撮り応募素人生現場、そのまま勝手にAV発売。（11月12日、プレステージ）
- 時間よ止まれ! 非公認STOPテスト 見せてはいけない撮影の裏側 (秘) 公開 2（11月21日、V&Rプロダクツ）
- 美泉咲のドMボディーを肉便器扱いするほど繰り返す激しい中出し性交（12月6日、AFRO-FILM）
- ごっくんドキュメント 3（12月20日、 S.P.C ）
- 素人連れ込みナンパSEX隠し撮り 2（12月20日、プレステージ）

- 極上のM性感 フェザータッチ回春エステ手コキサロン 2（1月5日、ジャネス）
- 金蹴り×金責め×陰茎拷問（1月7日、MEGAMI）
- 男の潮吹きSPLASH!（2月13日、M男パラダイス）
- M男専用癒し性感メンズエステ（3月5日、フューチャー）
- 巨乳女子大生が泊まりに来た民宿のエロいたずら小僧 3 入江愛美 真咲アイラ 美泉咲（3月7日、NITRO）
- 淫猥キャットファイト 4 美しき看護師が真撃の決闘! 院長夫人の座を賭けたタイマン喧嘩バトル! 山本美和子 西園寺れお 美泉咲（3月20日、DEEP’S）
- 憧れ戦隊ヒロインを下僕化 II 美泉 咲（3月28日、GIGA）
- 近親中出し相姦 夫の兄に犯されて…（4月3日、RUBY）
- 超絶ボディ6人のお下品なバコバコSEX4時間いいとこ撮り（4月11日、NON）
- 性犯罪 凌辱に震え紅潮する女の柔肌（5月9日、なでしこ）
- 清楚でむっちり巨乳の正真正銘良家お嬢様と生ハメ中出し三昧! AV女優さんとエッチしよう! Vol.11 美泉咲（5月13日、ホワイト/HERO）
- メンズエステに行ったらお姉さんに誘惑され下半身が元気になった僕。気付いた彼女は勃起チ○ポにしゃぶりつき僕の上に跨ってきて挿入してきた。（6月5日、ジャネス）
- ナマ殺し回春専科 爆乳焦ラシ堂（7月5日、ワープエンタテインメント）
- 世間によくある親父が嫁を寝取る話し 男やもめの義父と性的不満の息子の嫁 夫の父に力づくでやられた嫁、その後はズルズルと… 美泉咲（7月13日、FAプロ）
- 快楽縄夫人 ～肉食夫人たち～（7月13日、赤ほたるいか）
- ぶらりAV女優 Vol.3 （美食と露天風呂・伊豆熱海の旅） AV業界一焼き魚をきれいに食べる食リポ女子アナ系AV女優・Fcup 美泉咲（7月13日、ホワイト/HERO）
- 危険日直撃!! 子作りできるソープランド 4 二輪車編（8月7日、Mr.michiru）
- 生ハメ中出し高級ソープランド Vol.2 ソープ未経験新人! 美泉咲（8月13日、ホワイト/HERO）
- 逆愛人契約! 中出し10発するまで許さない淫乱痴女（9月12日、BAZOOKA）
- 秘密 カテキョと私 武藤つぐみ 美泉咲（10月1日、U&K）
- ずっと咥えっぱなしのWフェラ! 交互にW中出し!（10月9日、Mr.michiru）
- 熟れ尻妻たちの宅配男狩り 3（10月10日、MADAM MANIAC）
- 乳房 ド迫力SEX集（11月13日、FAプロ）
- 痴女のいるメンズエステ ～顔騎、クンニオナニーでイッた後に手コキサービスするエステティシャン～ 2（11月15日、ジャネス）
- 時間よ止まれ! 20 ～タブーなシチュエーションよ止まれ!～（11月28日、V&R PRODUCE）
- 極上のM性感 フェザータッチ回春エステ手コキサロンDX 4時間（12月5日、ジャネス）
- 完全着衣で美泉咲とHなデートしょっ♪（12月7日、unfinished）
- NOT LOVE（12月10日、ホットエンターテイメント）
- 続・時間よ止まれ! パート2 山本美和子 羽月希 美泉咲 加納綾子（12月12日、V&R PRODUCE）

- パンストすけすけ同棲生活（1月7日、unfinished）
- アナル解禁!! & マ●コ生中出しSEX AV女優さんとエッチしよう! Fカップ Vol.15 美泉咲（1月13日、ホワイト/HERO）
- 知らぬは夫ばかり也、清楚な奥さんが不倫接吻セックスに酔いしれる 背徳の情事3本立て（2月19日、ヒビノ）
- 時間よ止まれ! 非公認STOPテスト 見せてはいけない撮影の裏側マル秘公開 2（2月27日、V&R PRODUCE）
- この母にしてこの娘あり 家庭内性相関図 円城ひとみ 美泉咲（3月1日、FAプロ）
- シングルマザー限定!! 危険日直撃! 100万円争奪! 生中出しじゃんけん大会! 8 浅倉愛 美泉咲 高木愛美 星野ひびき 桐麻あかり（3月5日、Mr.michiru）
- 近所の団地妻に勃起薬を飲まされて、いきなりしゃぶられて2回連続で発射させられて、中出しでスワップセックスまでされてしまった僕。水野朝陽 高梨あゆみ 美泉咲（3月6日、LEO）
- ●チャンネルでウワサの誘惑エステサロン、パンストから透けて見えるパンチラに勃起してるチ●ポに気が付いた彼女たちはエロボディを密着しきわどいマッサージで僕の金●を空っぽにしちゃいました!（3月22日、Gossip）
- 教え子に狂った… 猥褻教師 美泉咲（3月25日、ながえSTYLE）
- 和姦レイプ 同僚の妻を力づくでモノにする 仕事の教育とは名ばかりの性的行為（4月1日、FAプロ）
- 痴女しかいないエステに行った僕 ムレムレの黒パンストに勃起してるチ○ポは秘かにエステティシャンたちを欲情させ気づいたら咥え込んでました!（4月1日、設定思考）
- 長女・次女・三女・四女・母との家族内王様ゲーム さえない長男がチ〇ポ一本で朝から晩まで5人全員のマ〇コを独り占め! 家族が生まれ育った我が家でやりたい放題の連続中出し! 近親相姦大乱交!! 蓮実クレア 初美沙希 浅倉愛 初芽里奈 美泉咲（5月9日、DEEP’S）
- 寝とられ旅館 狙われた旅館家族（6月1日、FAプロ）
- エステで火照る不貞妻 美泉咲（6月5日、光夜蝶）
- 温泉レポートだけのはずが… 素人妻ほろ酔い温泉ダマし撮り! 露天で口説いて浮気SEX完全盗撮! Case11（6月25日、ビッグモーカル）
- 巷で流行りの人妻ピンサロでスケベな奥様から衝撃発言…「指名くれたら本番いいよ…」フル勃起した肉棒は甘い囁きに我慢ができず、そのまま生で挿入しちゃいました…（7月24日、GIGOLO）
- はじめてのねとられ 2 ～若妻を射止めた夫の信じられない性癖～（7月25日、ながえSTYLE）
- 泡姫 特殊浴場接待ルーム（8月1日、ドリームチケット）
- ギリギリじらしのテクニックで噂のメンズエステでフル勃起させたらお姉さんがムラムラして抜いてくれた!（8月1日、スタイルアート）
- LCCに対抗! 他社が太刀打ちできない女性器での極上サービスを提供する航空会社のキャビンアテンダント最新研修!! 川上ゆう 蓮実クレア 広瀬りりあ 美泉咲（8月14日、BAZOOKA）
- 若妻接吻スワッピング 嫉妬と興奮渦巻く非道徳行為 妻はよその男に抱かれ、夫はよその女房を抱く 星野ひびき 美泉咲 白石みお（8月20日、ヒビノ）
- 巨乳が暴れまわるディルドオナニー（9月18日、OFFICE K’S）
- レズッチ! 仲良しふたり組 初めてのレズ共演 初美沙希 美泉咲（10月2日、h.m.p）
- 若いセフレを逃がさない爆乳妻の媚びるおっぱい（10月2日、光夜蝶）
- いきなりパンツ脱がせてM字開脚 恥じらいの美熟女ドエロマ●コ 4（10月9日、LEO）
- エリート淫語痴女教師（10月9日、BAZOOKA）
- スチュワーデス研修会まるごと全員と中出し乱交 初美沙希 星野ひびき 水原さな 葉山美空 聖菜アリサ 武藤あやか 土屋慧 吉川いと 美泉咲 羽月希（11月1日、ZUKKON/BAKKON）
- 私、本名でセックスしてました。 美泉咲（11月6日、無名時代）
- 未婚で彼氏もいないアラサー女教師は、溜まった欲求不満を男子生徒の生チ○ポで解消している!（12月4日、OFFICE K’S）
- 姉貴のデカくて爆発しそうな巨尻に釘付けになった僕（12月11日、V&R PRODUCE）
- ゴミ捨て場でノーブラ奥さんと遭遇 汚い場所で犯すとなんか興奮する 2（12月20日、かぐや姫）
- AJOI 究極の完全主観オナニーサポートDVD 4 Aromatic Jerk Off Instruction（12月25日、アロマ企画）

- 女体拷問研究所 THE THIRD JUDAS（ユダ）Episode-4 哀しき淫乱肉人形! 慟哭昇天地獄の女（2月1日、Baby Entertainment）
- 欲求不満まじめ妻 2 結婚するまで男は夫しか知らなかった私だけど…（2月25日、ながえSTYLE）
- エステ嬢がお尻を向けて誘惑してくる時の対処法（2月25日、かぐや姫）
- 全員ノーパン直穿きパンストでオマ○コ丸見え! お姉さんたちは僕を誘惑して、刺激的過ぎるパンストモグラクンニをさせるもんだから勃起しまくりです。（2月29日、ジャネス）
- 制服美人のパンストにそそられた僕はフル勃起。気付いた彼女たちは僕のチ○ポを蒸れたパンストで包み込み手コキで昇天させてくれた!（2月29日、フューチャー）
- パンストつま先足裏フェチズム 4 薄いナイロンで蒸れた指先を味わい尽くす（3月15日、ジャネス）
- 美脚お姉さんの蒸れたパンストで足コキ ノーパン直履きのパンストから透けたオマ○コを横目にナイロンつま先でシコシコされたい!（3月15日、ジャネス）
- 直下型 & M字パンチラ挑発 誘惑お姉さん編 3（4月13日、アロマ企画）
- 全裸角オナニー 6（4月25日、アロマ企画）
- センズリ鑑賞は、セックスよりエロくて恥ずかしい 素人下着モデルにチ●ポ見せて脱がしちゃいました（4月25日、かぐや姫）
- 放課後の学校 誰もいない図書館で調べ物をしていたら校内一のソソる女教師がヤッテ来て二人っきりに…（5月12日、SOSORU×GARCON）
- 完全撮り下ろし!! 気持ちよすぎて飛び出す精子!! Wフェラ 25組50人（5月12日、Mr.michiru）
- スタイル抜群のレースクイーンに誘惑されたボク。光沢パンスト脚に勃起してたらナイロン越しにおチ○ポたっぷり可愛がられキン○マすっからかん!（5月30日、ジャネス）
- M男専用 ピチピチボンデージお姉さんの超上から目線で顔騎手コキ 30名 4時間 凄テク痴女にガン勃ちで逆イカセさせられる素人男たち（6月15日、フューチャー）
- 濃厚接吻 若妻レズビアン 卑猥なクチビルと舌で愉しむ女同士の背徳行為 桜木優希音 美泉咲（6月23日、ヒビノ）
- 人妻の和姦体験談 夫には内緒なのですが、わたし不倫してしまいました。美泉咲（6月25日、ながえSTYLE）
- マ◎コ にビール えっ! アナルも! 10人 大好評につき第3弾! 素人気狂いマ◎コ生中出し（7月15日、プラム）
- 痴女のいるメンズエステ 4時間DX ～顔騎、クンニオナニーでイッた後に手コキサービスするエステティシャン～（7月30日、ジャネス）
- トイレに入ったらペーパーがない!! 尻丸出しで出てきた清楚妻の見事な美尻に隣人が我慢できずに即ハメ! 旦那とご無沙汰過ぎて腰が砕けるほど激しいピストンでイキまくり!（8月12日、V&R PRODUCE）
- ヘンリ―塚本原作 未亡人レズ女子独身寮（8月13日、FAプロ）
- 光沢パンストで誘うエステティシャン リピーター続出! ナイロン越しのパンティを見せつけスラムチ美脚尻を絡ませてくるパンスト痴女たち（8月23日、ラハイナ東海）
- 北区美少女ヌードモデル果てしなき自宅監禁事案 (仮)（9月7日、桃太郎映像出版）
- エロマンガ読書中の妹のパンチラ見えたら股間にはじっとり愛液が…面白半分でチ○コ見せつけたら興奮しだして相互オナニー開始! 盛り上がり過ぎてマンガで覚えた体位と淫語で中出しまでさせられた!（9月9日、V&R PRODUCE）
- キャバ嬢パンスト密着誘惑 人気No1キャストがドレスに包まれたムレムレナイロン脚で僕を挑発! 光沢と質感が何ともエロくてフル勃起しちゃいました!!（9月11日、ジャネス）
- 膣破壊 黒人巨大マラVS美桃尻フェロモン 美泉咲（9月25日、グローバルメディアエンタテインメント）
- 汗だく騎乗位ピストン4時間ザーメン絞り オマ○コぱっくりM字開脚で勃起チ○ポを喰え込むド痴女（11月19日、スタイルアート）
- AV女優 裸コレクション 第三弾（12月9日、V&R PRODUCE）

- 焦らされて昇天!! スローオイル手コキ 2（1月13日、アロマ企画）
- 変態デカチン教師が体育倉庫で秘密アナル合宿 2穴指導された美人保護者 美泉咲（2月19日、山と空）
- 強制唾液天国 4 見下し唾吐き・罵倒・ベロリンチョを主観目線!（2月20日、RADIX）
- 腿こきマダム（2月25日、アロマ企画）
- お姉さんにパンチラ挑発されながらザーメンを太腿とパンツに放出してもいいですか!?（3月13日、アロマ企画）
- パンチラオナニー挑発（3月25日、アロマ企画）
- 回春ココナッツオイルエステにヤられちゃった僕。（3月25日、アロマ企画）
- 寸止めオスペ ネットリ焦らして（4月13日、アロマ企画）
- 踏みつけ!! 強制Wクンニ 呼吸困難! マ○コから逃げられない!（4月20日、RADIX）
- むちむち黒ストッキング×腿コキ 3（5月13日、アロマ企画）
- うちの妻が寝取られました。 憎い上司のテクにアヘ顔が止まらないうちの嫁 美泉咲（7月13日、アクアモール/エマニエル）
- おち○ちんを褒めて励まし自信をつける最先端不妊治療クリニック 蓮実クレア あず希 彩奈リナ 羽月希 優希絵理奈 真木今日子 相澤ゆりな 来栖らいち 美泉咲（8月19日、ZUKKON/BAKKON）
- 【素人ギャル個撮初ハメ撮り体験】 コンサル企業OL 美泉咲（9月25日、Shark）
- 【隠し撮りドキュメント】ネットで噂の必ず人妻とパコれるスポットに強行潜入! 欲求不満の若妻から熟女が出会いを求めやってくる豊島区巣○の出会い系喫茶「H●N●K●熟」で起こっている『入れ食い状態の乱痴気騒ぎ』の一部始終を盗撮してみた結果…。（10月13日、EROTICA）

- 拷問媚肉捜査官 美泉咲（2月1日、中嶋興業）
- ヘンリー塚本原作 性犯罪 暴行目的犯行（3月1日、FAプロ）
- ヘンリー塚本原作 猥褻の家 肉親情交（3月13日、FAプロ）
- これで貴方も女を絶対イカせるマン 3 ～超初級編!～（4月13日、MOODYZ）
- 家庭崩壊 おやじの人生を狂わした女たち くずれ落ちた職歴（4月25日、ながえSTYLE）
- 全裸OLハーレムスペシャル 宮崎あや 八乃つばさ 永井みひな 美泉咲（11月9日、BAZOOKA）
- 五ツ星超高級騎乗位専門デリヘルスペシャル（12月14日、BAZOOKA）

- 私と義父 (ちち) メスにされた七日間 美泉咲（2月13日、FAプロ）
- 極上ボディで淫らなルームサービスを提供する五ツ星性欲処理ホテル 君島みお 美泉咲 川菜美鈴 夢咲ひなみ（3月8日、BAZOOKA）
- JOI ～Jerk Off Instruction～ 痴女お姉さんのエロすぎる淫らなオナニー指導（4月12日、BAZOOKA）
- ご奉仕の着衣尻（5月25日、アロマ企画）
- オナサポせんずり鑑賞（5月25日、アロマ企画）
- 顔とパンチラと囁き淫語 2（5月25日、アロマ企画）
- 胸の谷間に顔埋めてもみもみパフパフしたりおっぱいチューチュー吸いながら雑巾絞りオイル手こきで昇天する（7月13日、アロマ企画）
- お尻の穴の収縮とシワの本数までバッチリ分かるアナルひくひくオナニー 2（7月25日、アロマ企画）
- 令和 ザ・スワップ 夫婦交換（10月13日、FAプロ）
- この世の色地獄 娘・親父・妹・兄貴（10月13日、FAプロ）
- Tokyo Nude Club 楽しい共同生活 美泉咲 南涼 涼城りおな（10月25日、1113工房）
- 【羞恥】ババコス!【BBA】 卑猥な身体の主婦をちびム●ンにして辱めてみたら切ない顔をしながらイきまくる件【中田氏】(汗) 美泉咲（11月7日、プラム）

- いきなり巨乳な奥さんに痴女られ2人がかりの膣ホールドで精子搾取された僕 真木今日子 美泉咲（1月17日、なでしこ）
- G.H.Iカップ爆乳熟女禁断の生ハメ本番交渉（5月29日、なでしこ）
- 性暴力 狙われた人妻 恐るべき隣人/崩壊 過去からの侵略者（10月1日、FAプロ）
- 尻肉と肛門いかがですか?（10月25日、1113工房）
- ガチ自宅撮り! ～美泉咲との同棲生活体験が卑猥すぎて結婚したくなる～ 美泉咲（11月25日、SEX Agent）
- コスプレ・ストリップ・ダンス・ショーの時間だよ（11月25日、1113工房）

- 女肉が揺れる! 騎乗位ピストン ～デカ尻編～（3月25日、SEX Agent）
- あそこがウズウズする丸出しストリップ・ダンス・ショー（8月25日、1113工房）
- 憧れていた母の友人と念願セックス 昔から家族ぐるみで付き合っていたおばさんとまさかのエロハプニング。そのままなし崩しで…（11月27日、ビッグモーカル）

- 月刊人妻専科エロカリ 第9号（2月10日、プラム）
- レズ密着 ネコとタチ 女を喰らう女7人（3月8日、FAプロ）
- 女体残虐拘束拷問 煉獄の捜査官 EPISODE-01:晒し者にされる極限の辱めに全穴蕩けイキの悲惨 美泉咲（6月7日、Baby Entertainment）
- 「こんなところでゴメンなさい…。でも、もう我慢出来なかったの…」 トイレが故障で使えず膀胱限界の放尿婦人 36人（6月21日、アクアモール/エマニエル）
- 僕のことが大好きなママと、クラスで一番美人な友達のママで行った二泊三日の混浴温泉旅行 葵百合香 美泉咲（6月21日、グローリークエスト）

- カメラの前でおしっこする女 5（11月26日、グローリークエスト）

### 女性向けアダルトビデオ
- 黒王子と白王子～ドSと鬼畜～ 白王子の監禁調教 淫らに感じる身体（2017年3月2日、GIRL'S CH）
- 黒王子と白王子～ドSと鬼畜～ 黒王子の婚約者に犯されて…ダメッ…イク（2017年3月2日、GIRL'S CH）
- sage’s time （2017年3月9日、SILK LABO、東惣介）
- イケメン花魁物語 ～5人の男たちに求められ～（2019年6月6日、GIRL'S CH）
- got it! （2018年6月15日、SILK LABO、及川大智）
- 恋するサプリ 3錠目 ―不器用なカレ―（2019年8月8日、SILK LABO）
- リベンジ （2020年3月7日、SILK LABO、及川大智）

### VR
- チ○ポ大好き奥様のヴァーチャル中出しSEX 美泉咲（2月15日、WOW!）
- 見つめてヴァーチャルフェラ 美泉咲（2月22日、WOW!）
- 6人の痴女に唾液を垂らされながら尻の穴までくっきり見える密着顔騎ま○こ見せつけ集団オナニー 彩奈リナ 芹沢ゆず 西崎さやか はるのるみ 美泉咲 森保さな（3月22日、SODクリエイト）
- 3DVRかつ、360°だから再現できた、都心の貧困ジョシ最前線 絶倫童貞のボクが激安ルームシェア物件（8帖1K/家賃8800円）に入居したら自分以外みんな女だった件（24人も居て、雌臭スゴ過ぎ）二階堂ゆり 美泉咲 真木今日子（8月1日、CASANOVA）- 「VR-1グランプリ 2017」エントリー作品。

- 親戚の姉ちゃんたちが全員むっちむちのエロ巨乳「恥ずかしがることないのよ♡」っと僕に密着しながら濃厚な中出しSEX 優月まりな 羽月希 美泉咲（2月26日、KMPVR）
- ムッチり巨乳お姉さんの密着誘惑に思わず勃起しちゃった僕 いいよ ♡っていわれたからめちゃくちゃ生中出し♡ 美泉咲（4月9日、KMPVR-bibi-）
- 全裸家政婦ハーレム中出しスペシャル 永井みひな 宮崎あや 美泉咲 八乃つばさ（8月30日、BAZOOKA VR）

- べろを見続けるVR（1月30日、KMPVR）
- 【超高画質＆60fps】HQ超激的高画質！どエロな2人の女教師に顔舐め! 前から! 後から! 挟まれバイノーラルでの耳元囁きで全身がゾクゾクするような淫語責め! おしおき高密着濃厚中出し3P! 美泉咲 加藤ももか（3月5日、KMPVR）
- 一見真面目な黒髪でメガネの地味な「女子○生」と「女教師」は超エロい!! 『スパイダー騎乗位』と『強烈なバキュームフェラ』で、男のチ○ポとザーメンを搾り取る!! チ○ポ大好きな地味な女はメガネをとったらめちゃくちゃ可愛くて、生中出しが大好き!! 美泉咲 加藤ももか（3月21日、KMPVR-bibi-）
- ハンパない色気の本物人妻とリアル不倫体験ができる風俗店に潜入! 性欲掻き立てられるどエロい雰囲気! 男の不倫欲を叶える夢の空間! 美泉咲（8月8日、KMPVR）
- お尻を近くで見続けるVR 2（8月10日、KMPVR）
- 何度も射精(ダせ)る!! 巨乳人妻回春マッサージ 美泉咲（8月15日、KMPVR-bibi-）
- 巨乳を揉んで楽しむVR（9月14日、KMPVR）
- まんぐり返しVR（10月24日、KMPVR）
- もしや… 誘惑しているのか!? 蒸れた黒パンスト穿いて帰宅した小悪魔義姉と初めて家で2人きり! ウブな童貞の僕を挑発するようにベロキス/オッパイ揉み/脚コキ/乳首責め/素股で翻弄! チ○ポ挿入すると欲求不満すぎて自ら激ピストンさせながら何度も勝手に絶頂! 美泉咲（11月8日、V&R PRODUCE）
- 痴女られたくてさっきから、うずうずしてるんでしょ?（11月21日、KMPVR）
- 【M男専用・射精管理VR】「ほら、大量射精できるように我慢しなさい!」 精子に飢えたドSなご無沙汰奥さんが童貞の僕を拘束し寸止め射精管理! ベロキス/耳舐め/手コキ/オナホールコキ/乳首舐め/素股! 何度も何度も焦らされ、マ○コから溢れ出るほど大量中出し! 美泉咲（11月29日、V&R PRODUCE）

- 理性崩壊 ドリルバイブと電マで徹底的にイカセまくられる女たち（4月10日、Baby Entertainment）
- 美泉咲の自宅撮影! ～完全プライベート同棲生活VR～（11月6日、CASANOVA）

- スカートの中に潜りたい（1月8日、1113工房）
- 女性がフルーツを食べるだけのVR（4月23日、1113工房）
- 騎乗位専科（7月9日、CASANOVA）

- 女性の身体のパーツを目の前でガン見する vol.2（1月11日、1113工房）

## 出演

### テレビ
- おとなの子守唄（2013年7月19日、サンテレビ）…「鶴光先生の出張美女診断」コーナー・ゲスト
- 徳井義実のチャックおろさせて〜や（2013年7月20日、BSスカパー!）共演：桜木凛、二階堂あい、神谷まゆ、波多野結衣、神咲詩織、吉川あいみ、松本メイ、浅野えみ
- 『HAPPY MONDAY BASEBALL 今週のプロ野球とことん予想』（BSスカパー）
- 蓮実クレアの痴女っちゃお（2017年06月01日、エンタ!959） - アシスタントMC[11]
- アイドルのアソコ♪～ギンギン♂ガールズ完全版（2019年7月23日、パラダイステレビ）[12]

### ドラマ
- 【AーONE】ミッション：ティンポッシャブル（2017年8月、パラダイステレビ）– サキ・ミズミ 役[13]

### 映画
- 嫁の寝床　恥知らずな疼き（2013年7月26日公開、監督･脚本:荒木太郎、OP映画）共演:里見瑤子、姫野未来
- 午後の奥様　初めてのアロママッサージ（2015年、CRプロジェクト　監督：山上カヲル） - 秀子 役
- 日本で一番悪い奴ら（2016年公開） - ソープ嬢 役
- マンネリ（2017年7月8日、Abukawa corporation） - 美紗 役[14]
- ピンク・ゾーン 地球に落ちてきた裸女（2017年8月、OP PICTURES） - 高木ふみ子 役
- 青春のささくれ　不器用な舌使い（2018年4月、オーピー映画　竹洞哲也監督） - 伊藤小夜子 役
- つないだ手をはなして（2018年、OP PICTURES） - 伊藤小夜子 役※「青春のささくれ～」の一般公開編集版
- 痴漢電車　食い込み夢マッチ（2019年1月1日、オーピー映画） - 朝霧玲香 役[15]

### ウェブテレビ
- 矢口真里の火曜The NIGHT#119（2018年8月29日、AbemaTV） - ギンギン♂ガールズとして出演
- ロンドンハーツABEMA特別編（2022年5月31日、ABEMA）アンケート協力[16]

### イベント
- TIFもハジける！スパークリングNIGHT!!（2019年8月2日、TOKYO IDOL FESTIVAL 2019内 特設会場）[17]